# Lewisepeira boquete
Lewisepeira boquete là một loài nhện trong họ Araneidae.
Loài này thuộc chi Lewisepeira. Lewisepeira boquete được Herbert Walter Levi miêu tả năm 1993.